# Кармаскали (Стерлітамацький район)
Кармаскали́ (рос. Кармаскалы, башк. Ҡырмыҫҡалы) — село у складі Стерлітамацького району Башкортостану, Росія. Входить до складу Казадаєвської сільської ради.
Населення — 593 особи (2010; 603 в 2002).
Національний склад:
- татари — 60%